# Cijevna, Podgorica
Cijevna je naselje u comuna Podgorica, Muntenegru. Conform datelor de la recensământul din 2003, localitatea are 100 de locuitori (la recensământul din 1991 erau 190 de locuitori).

## Demografie
În satul Cijevna locuiesc 70 de persoane adulte, iar vârsta medie a populației este de 34,9 de ani (35,1 la bărbați și 34,8 la femei). În localitate sunt 18 gospodării, iar numărul mediu de membri în gospodărie este de 5,56.
|  |

| Demografie | Demografie | Demografie |
| An         | Locuitori  | Locuitori  |
| ---------- | ---------- | ---------- |
|            |            |            |
|            |            |            |
|            |            |            |
|            |            |            |
| 1948       | 173        |            |
| 1953       | 186        |            |
| 1961       | 198        |            |
| 1971       | 214        |            |
| 1981       | 134        |            |
| 1991       | 190        | 91         |
| 2003       | 285        | 100        |

| \| Componența etnică conform recensământului din 2003[2] \| Componența etnică conform recensământului din 2003[2] \| Componența etnică conform recensământului din 2003[2] \| Componența etnică conform recensământului din 2003[2] \| Componența etnică conform recensământului din 2003[2] \| \| ----------------------------------------------------- \| ----------------------------------------------------- \| ----------------------------------------------------- \| ----------------------------------------------------- \| ----------------------------------------------------- \| \| \| \| \| \| \| \| Albanezi \| Albanezi \| \| 96 \| 96% \| \| necunoscută \| necunoscută \| \| 4 \| 4% \| |             |  |    |     |
| Componența etnică conform recensământului din 2003 |             |  |    |     |
| |             |  |    |     |
| Albanezi | Albanezi    |  | 96 | 96% |
| necunoscută | necunoscută |  | 4  | 4%  |